# Лаука (биосферный резерват)
Лаука — биосферный резерват Чили. Включает национальный парк Лаука, национальный заповедник Лас-Викуньяс и природный памятник Салар-де-Сурире. С 1981 года входит во всемирную сеть биосферных резерватов.

## Физико-географическая характеристика

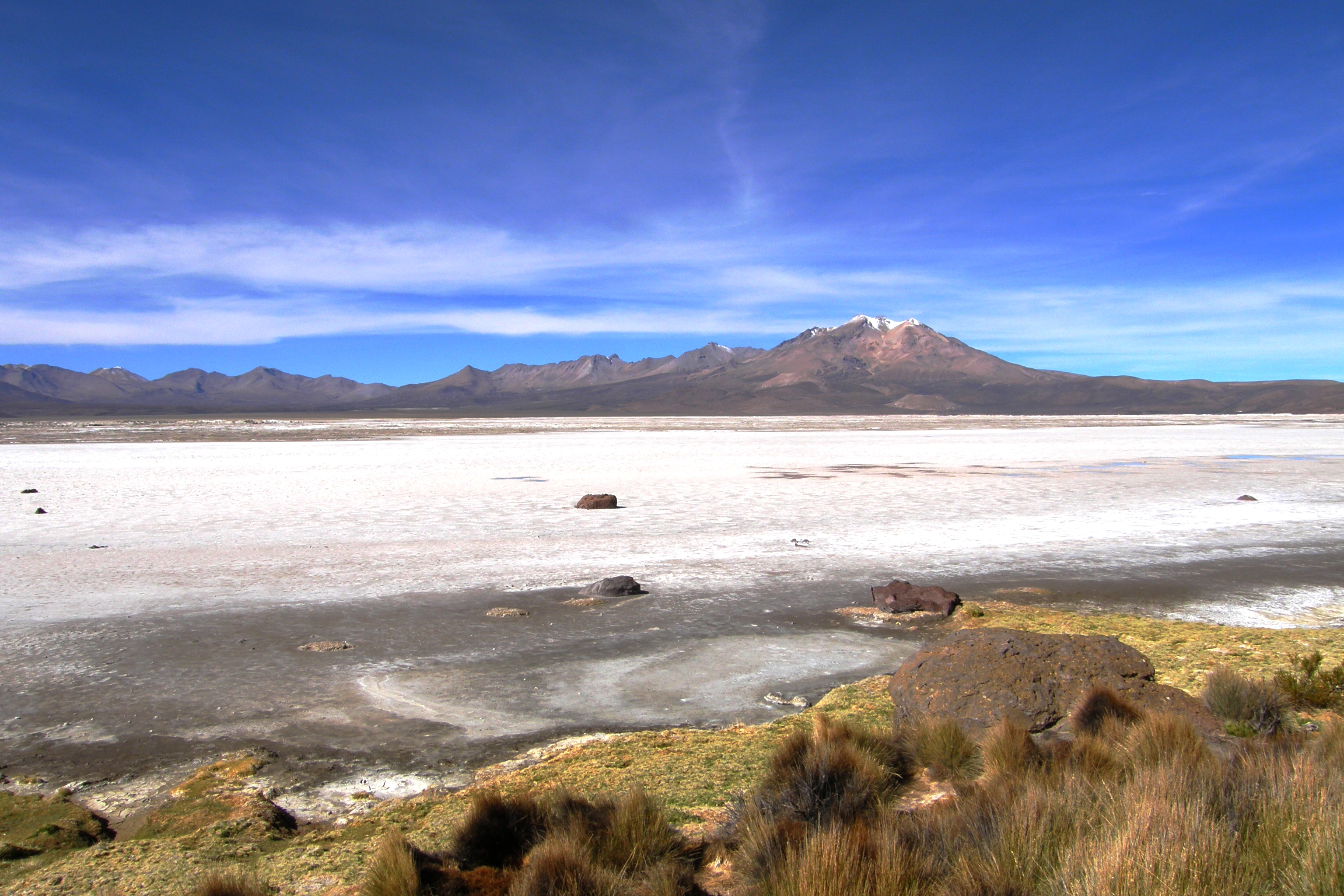

Биосферный резерват Лаука находится на севере страны в биогеографическом регионе Пуна. Административно принадлежит провинции Путре в регионе Арика-и-Паринакота. На территории резервата находится широкое плато Алтиплано, которое представляет собой множество полей, пересечённых глубокими ущельями с выступами лавы или соли. Для плато характерно большое количество пресных и солёных озёр, болот и лагун, горных рек и ручьёв.
Высота над уровнем моря колеблется от 3400 метров до 6410 метров.

## Флора и фауна
Растительный мир резервата образует четыре основные формации, которые зависят от высоты над уровнем моря. Для нижних ярусов характерны густые заросли кустарника высотой около 1 метра со смолистыми листьями и ветками (Tolar). Основным видом является Polylepis tarapacana, Opuntia, Fabiana deserticola, Fabiana viscosa, Ephedra andina, Baccharis tola. Следующий ярус — небольшие деревья высотой до 5 метров (Queñoal) — характерен для горных склонов. Основные виды: Fabiana deserticola, Polylepis tarapacana, Festuca ortophylla. Для высоты выше 4000 метров над уровнем моря при достаточном количестве воды характерен высокогорный ветленд (Bofedal), который является важнейшим источником пропитания и воды. Основные виды: Oxychloe andina, Gentiana prostata, Werneria pigmaea. На высоте выше 3800 метров основными видами являются Azorela compacta и Parastrephia quadrangularis.
На территории резервата водится около 150 видов птиц, что составляет около 30 % от всего разнообразия птиц в стране. Среди исследований, проводимых на территории резервата — изучение динамики популяции Vicuca и водоплавающих птиц. Среди обитающих птиц (Plegadis ridgwayi), (Chloephaga melanoptera), (Vultur gryphus). Млекопитающие представлены (Lama glama), (Lama pacos), (Vigugna vicugna).

## Взаимодействие с человеком
Резерват был создан в 1981 году. Территория резервата включает национальный парк Лаука, национальный заповедник Лас-Викуньяс и природный памятник Салар-де-Сурире. Управляющей организацией является CONAF — национальная лесная корпорация.
На территории резервата проживает около 200 старцев народа аймара, которые разводят лам и альпак для внутреннего употребления и на продажу. В 1997 году резерват посетило около 40 тысяч туристов, четверть из них — международные туристы.